# Blood Bowl
Blood Bowl és un joc de tauler de miniatures que imita un partit de futbol americà de fantasia on les races que competeixen en equips rivals busquen anihilar-se a part d'anotar punts. Creat en 1987 per l'equip de Games Workshop, usa els mateixos ninots com a peces que altres jocs de la casa, inspirats pel Warhammer. El joc combina l'estratègia i l'atzar i és una paròdia dels jocs esportius.
La popularitat del joc ha provocat l'aparició de variants, tornejos i adaptacions a videojocs, còmics o llibres basats en els combats que s'hi desenvolupen. Al llarg de la seva història han aparegut quatre edicions diferents, amb modificacions de les regles bàsiques segons les demandes de les comunitats de jugadors.

## Desenvolupament del joc
Cada partida enfronta dos jugadors, que poden triar una de les diferents races per formar el seu equip. Al llarg de 16 torns dividits en dues parts, s'han d'intentar macar el màxim de touchdowns i així guanyar. Durant el seu torn, cada jugador pot efectuar una de les accions disponibles amb les seves fitxes: moure les caselles que permetin les seves especificacions, placar una fitxa contrària adjacent (per veure si se'l pot tirar a terra o ferir), trepitjar un jugador placat o passar la pilota.
Es poden combinar diferents partides en una lliga. Després de cada partit, un jugador pot millorar les seves fitxes amb els ingressos obtinguts o aplicant les bonificacions d'aprenentatge o bé ha de canviar les alineacions per tenir massa jugadors ferits o morts a l'equip. Factors com el clima o el comportament del públic afecten a l'avenç de la lliga, donant avantatges o restant possibilitats de jocs.
Les regles han anat evolucionant amb l'addició d'expansions, fins a sumar vuit reglaments oficials de competició, inspirant-se en els canvis de molts jocs de cartes col·leccionables.

## Races disponibles
Es pot competir fins amb vint-i-quatre races diferents (no totes disponibles a les caixes bàsiques sense ampliació), cadascuna d'elles amb trets únics i un estil de joc definible per la família a què pertany. Els jugadors individuals dins de cada raça tenen diferents atributs com força, destresa o velocitat, en representació de les seves habilitats i de la posició que ocupen al tauler.
Dins dels elfs es troben els alts elfs (els més equilibrats), elfs foscos (combinen rapidesa i cops forts), elfs silvans (els més àgils) i elfs professionals (els que juguen més net). Entre els humanoides es pot triar entre les amazones (especialistes a esquivar cops aliens), els halflings (poden mossegar millor), els humans (els que tenen menys febleses destacades) o els nòrdics (atrevits i especialitzats en avenços a cos descobert). S'agrupen com a forces verdes els gòblins (guanyen basant-se en l'humor i les jugades massives), els homes llangardaix (veloços i amb bon sentit d'equip) i els orcs (a qui agrada el joc brut). Entre els morts vivents hi ha les tropes de l'inframon (bons en l'efecte sorpresa), khemri (tenen ajudants d'altres espècies), nigromants (invoquen criatures), no-morts (regeneren punts de vida), els nurgle (infecten els rivals) i els vampirs (xuclen punts de vida). Altres races són el caos (destaquen per la violència de les seves jugades), nans (els més forts), nans del caos (tenen atacs singulars), els aliats del caos (un híbrid entre diferents races), ogres (lents però molt potents), skaven (recuperen bé la pilota) i slans (els que més ús fan dels esdeveniments de joc).
Les especialitzacions de cada raça determinen en gran part l'estratègia que cal seguir. El jugador empra les destreses i punts forts de les diferents criatures i les combina amb accions determinades pels daus, que donen el punt d'atzar al joc.